# Henßstraße

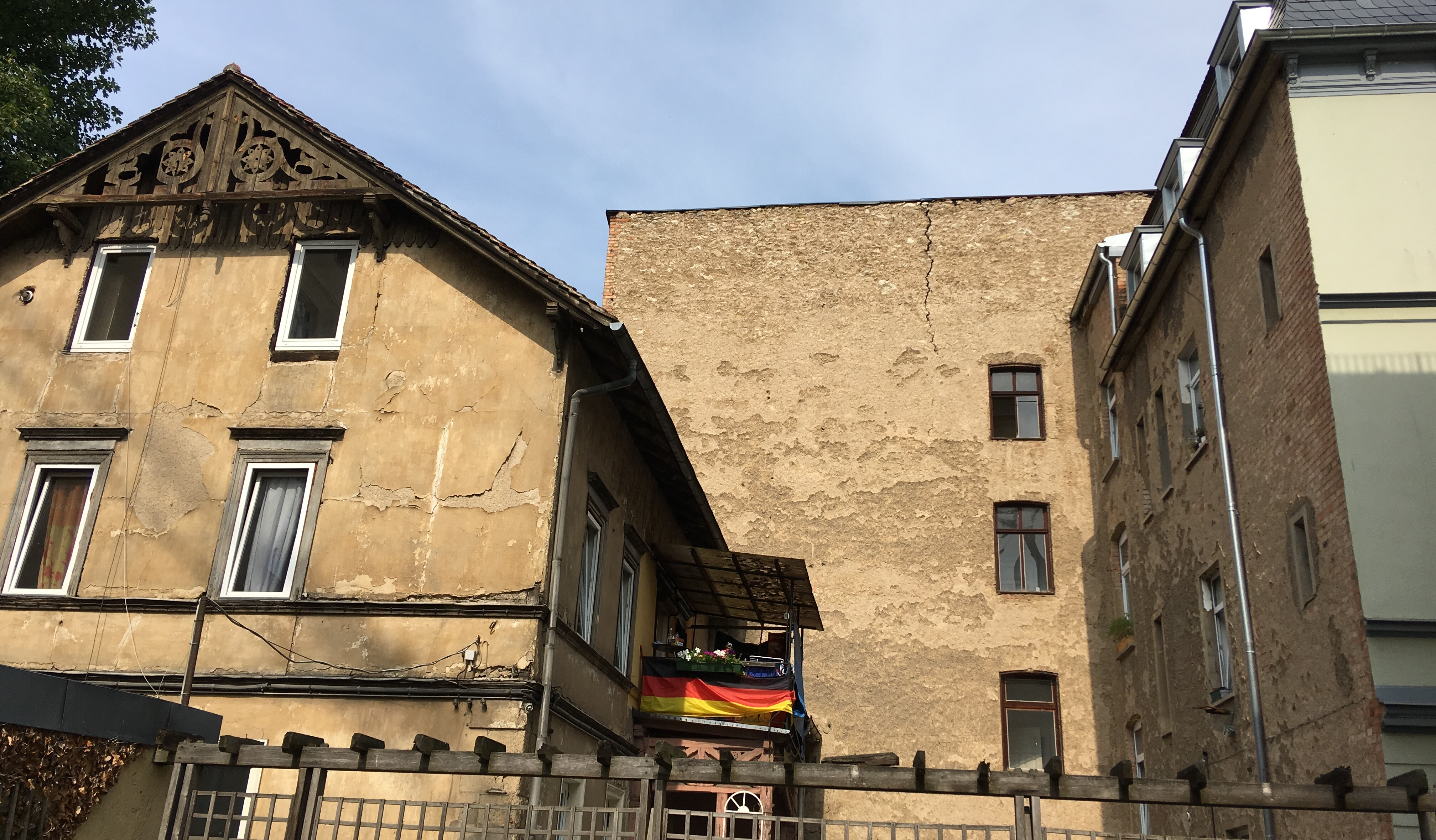
Appartmentgebäude in der Trierer Straße gesehen von der Henßstraße

Die Henßstraße ist ein nach dem Buchbindermeister, Autor und Stadtverordneten Adam Henss (1780–1856) benannter Straßenzug in der Weimarer Westvorstadt. Die Straßenbenennung erfolgte 1876. Die gesamte Anliegerstraße steht unter Denkmalschutz.
Die gerade Straße beginnt an der Trierer Straße, wird von der Thomas-Müntzer-Straße gekreuzt, und endet an der Cranachstraße kurz bevor diese die Humboldtstraße kreuzt. 

## Geschichte
Einige Häuser der Henßstraße fanden im Kunstgewerbeblatt 1908 positive Erwähnung. Darin heißt es: "Sogar zwischen den Mietkasernen wagt sich schon
hie und da ein verständig angelegter Bau hervor, seine drei bis vier Stockwerke hoch, aber doch nicht
häßlich. So das hohe Etagenhaus Henßstraße Nr. 6, 8 und 8a, mit Giebeln und Balkons...."
In der heutigen Henßstraße 12 wohnte der 1887 in Weimar geborene Otto Rothe, Sohn des Staatsministers für Kultus Karl Rothe, der wiederum mit dem Maler Sascha Schneider befreundet war. Er wurde im Briefwechsel Karl Mays mit Sascha Schneider erwähnt. Sascha Schneider hatte hier auch sein Atelier. Schneider illustrierte Mays Bücher auch. In der Henßstraße 14 wohnte der Komponist Arthur Rösel.
Das Haus Trierer Straße 6 ist das Haus von Otto Henss, dass sich in Sichtachse zur Henßstraße befindet.